# Kryl (Templewo)
Kryl (niem. Kriel) – przysiółek wsi Templewo w Polsce, położony w województwie lubuskim, w powiecie międzyrzeckim, w gminie Bledzew. Wchodzi w skład sołectwa Templewo.
W latach 1975–1998 przysiółek położony był w województwie gorzowskim.